# المحقق كونان (الموسم 31)
الموسم الحادي والثلاثون من سلسلة المحقق كونان (باليابانية: 名探偵コナン، تُنطق ميه‌‌تانتيه كۆنان أي المحقق العظيم كونان) تُرجمت رسميًا إلى المُحقق كونان، وهي سلسلة مانغا للكاتب غوشو أوياما حُولِّت إلى مسلسل أنمي وحلقات أوفا وأفلام أنمي وألعاب فيديو ووسائط أخرى يابانية وقد بدأ عرض السلسلة من 11 مايو 2019 ولغاية 16 أبريل 2022.
أُذيعت الحلقة الأولى في 8 يناير 1996 وعرضت الحلقات بالتوالي إلى أن وصلت إلى أكثر من 1000 حلقة، وبذلك تحتل المركز الثالث عشر في قائمة أكثر الأنيميات من حيث عدد الحلقات. تُعرَض حلقة واحدة من الأنمي أسبوعيًّا على نبون تلفجن إلَّا في حالات عرض الأفلام فإنها قد تتأجل إلى أسبوعين أو أكثر.
يُعرَض المحقق كونان في اليابان على قناة نيبون تي في وقناة يوميأوري وقناة أنيماكس وقناة YTV اليابانية، وقد لاقى المحقق كونان رواجًا كبيرًا في اليابان حيث احتل مركزًا من ضمن المراكز الستة الأوائل في ست مناسبات مختلفة. وبحسب استطلاعات الرأي التي أجرتها مجلة أنيميج، اعتبر الأنمي من بين أفضل 20 أنمي تم إصداره خلال الفترة من عام 1996 ولغاية عام 2001. أيضًا احتل المحقق كونان المركز الثالث والعشرين من ضمن قائمة أفضل 100 أنمي، أجرته شبكة أساهي اليابانية في عام 2005.

## عناوين الحلقات
| #       | عنوان الحلقة                                                   | تفاصيل الحلقة                    | تفاصيل الحلقة  |
| اليابان | باليابانية                                                     | في المانغا                       | تاريخ العرض    |
| ------- | -------------------------------------------------------------- | -------------------------------- | -------------- |
| 1000    | جريمة قتل سيمفونية ضوء القمر (الجزء الأول) (إعادة إنتاج)       | فصل 62-64                        | 6 مارس 2021    |
| 1001    | جريمة قتل سيمفونية ضوء القمر (الجزء الثاني) (إعادة إنتاج)      | فصل 65-67                        | 13 مارس 2021   |
| 1002    | لغز سلة قمامة مركز تسوق مدينة بيكا (حلقة خاصة بالفيلم 24)      | فلر                              | 17 ابريل 2021  |
| 1003    | اللعبة المثالية المكونة من 36 مربعاً (الجزء الأول)              | فصل 1027-1028                    | 24 أبريل 2021  |
| 1004    | اللعبة المثالية المكونة من 36 مربعاً (الجزء الثاني)             | فصل 1029-1030                    | 1 مايو 2021    |
| 1005    | اللعبة المثالية المكونة من 36 مربعاً (الجزء الثالث)             | فصل 1030-1031                    | 8 مايو 2021    |
| 1006    | من سمم الضحية                                                  | فلر                              | 15 مايو 2021   |
| 1007    | الخروج من اجل الانتقام (الجزء الأول)                           | فلر                              | 5 يونيو 2021   |
| 1008    | الخروج من اجل الانتقام (الجزء الثاني)                          | فلر                              | 12 يونيو 2021  |
| 1009    | المادة المفقودة التي تشبه رائحة القضية                         | فلر                              | 19 يونيو 2021  |
| 1010    | النجمة التي اختفت ضحكتها                                       | فلر                              | 26 يونيو 2021  |
| 1011    | جمع النباتات البرية والبرسيم (الجزء الأول)                     | فصل 1032-1033                    | 10 يوليو 2021  |
| 1012    | جمع النباتات البرية والبرسيم (الجزء الثاني)                    | فصل 1033-1034                    | 17 يوليو 2021  |
| 1013    | الرجل الذي أحب كثيرا                                           | فلر                              | 24 يوليو 2021  |
| 1014    | الروائي المعروف باسم ملك الشياطين                              | فلر                              | 31 يوليو 2021  |
| 1015    | عملية المراقبة                                                 | فلر                              | 14 أغسطس 2021  |
| 1016    | قناص قطار المونوريل (الجزء الأول)                              | فلر                              | 28 أغسطس 2021  |
| 1017    | قناص قطار المونوريل (الجزء الثاني)                             | فلر                              | 4 سبتمبر 2021  |
| 1018    | الصينية الأثرية لا يمكن إخفاؤها (الجزء الأول)                  | فصل 1035-1038                    | 11 سبتمبر 2021 |
| 1019    | الصينية الأثرية لا يمكن إخفاؤها (الجزء الثاني)                 | فصل 1035-1038                    | 18 سبتمبر 2021 |
| 1020    | الصينية الأثرية لا يمكن إخفاؤها (الجزء الثالث)                 | فصل 1035-1038                    | 25 سبتمبر 2021 |
| 1021    | روندو رفاق السوء                                               | فلر                              | 2 أكتوبر 2021  |
| 1022    | المتحف الملعون                                                 | فلر                              | 9 أكتوبر 2021  |
| 1023    | المكتبة المُصَفِّرة 3                                              | فلر                              | 16 أكتوبر 2021 |
| 1024    | تحدي موميجي أوكا (الجزء الأول)                                 | فصل 1039-1042                    | 30 أكتوبر 2021 |
| 1025    | تحدي موميجي أوكا (الجزء الثاني)                                | فصل 1039-1042                    | 6 نوفمبر 2021  |
| 1026    | الشهود الصامتون                                                | فلر                              | 13 نوفمبر 2021 |
| 1027    | وراء الستار                                                    | فلر                              | 20 نوفمبر 2021 |
| 1028    | بالاد المرأة التي أحبت الكعك                                   | فلر                              | 27 نوفمبر 2021 |
| 1029    | قضية القصة الجامحة الخاصة بأرك أكاديمية الشرطة. جينپيه ماتسودا | مانغا قصص الشرطة الجامحة فصل 1-3 | 4 ديسمبر 2021  |
| 1030    | السنة العجفاء (الجزء الأول)                                    | فلر                              | 11 ديسمبر 2021 |
| 1031    | السنة العجفاء (الجزء الثاني)                                   | فلر                              | 18 ديسمبر 2021 |
| 1032    | العارضة، ران موري                                              | فلر                              | 25 ديسمبر 2021 |
| 1033    | لوح شوگي تايكو ميجين (حركة البداية)                            | فصل 1043-1046                    | 8 يناير 2022   |
| 1034    | لوح شوگي تايكو ميجين (حركة بارعة)                              | فصل 1043-1046                    | 15 يناير 2022  |
| 1035    | لوح شوگي تايكو ميجين (كش ملك)                                  | فصل 1043-1046                    | 22 يناير 2022  |
| 1036    | ابيضاض (الجزء الأول)                                           | فلر                              | 29 يناير 2022  |
| 1037    | ابيضاض (الجزء الثاني)                                          | فلر                              | 5 فبراير 2022  |
| 1038    | قضية القصة الجامحة الخاصة بأرك أكاديمية الشرطة. واتارو داتيه   | مانغا قصص الشرطة الجامحة فصل 4-6 | 12 مارس 2022   |
| 1039    | يقطينة الهالوين الطائرة                                        | فلر                              | 16 أبريل 2022  |